# هادی سلیمان
هادی سلیمان (انگلیسی: Hedi Slimane؛ زادهٔ ۵ ژوئیهٔ ۱۹۶۸) عکاس، طراح مد اهل فرانسه است. از سال ۲۰۰۰ تا ۲۰۰۷ او مدیر هنری لباس‌های مردانه برند کریستین دیور اس.آ. بوده است. او همچنین از سال ۲۰۱۲ تا ۲۰۱۶ مدیر هنری برند ایو سن لوران بوده است.